# Храм на Сатурн
Храмът на Сатурн се намира на Римският форум.
Храмът, в чест на бог Сатурн е издигнат около 489 пр.н.е. скоро след победата над етруските царе от рода на Тарквиниите.
Храмът на няколко пъти е изгарял, но през 42 пр.н.е. е отново построен след пожара по времето на управлението на Карин (283 от н.е.). Надписът на фриза потвърждава, че: Senatus populusque romanus incendio consumptum restituit — „Сенатът и народа на Рим унищоженото от пожар възстановиха“. По времето на Републиката храмът служи за съкровищница, и поради това е наричан и Aerarium. В храма на всеки 17 декември за почвали ежегодните празници, посветени на бог Сатурн - Сатурналии.
До наши дни са се съхранили само няколко колони в йонийски стил.